# Eliza Manningham-Buller, Baroness Manningham-Buller

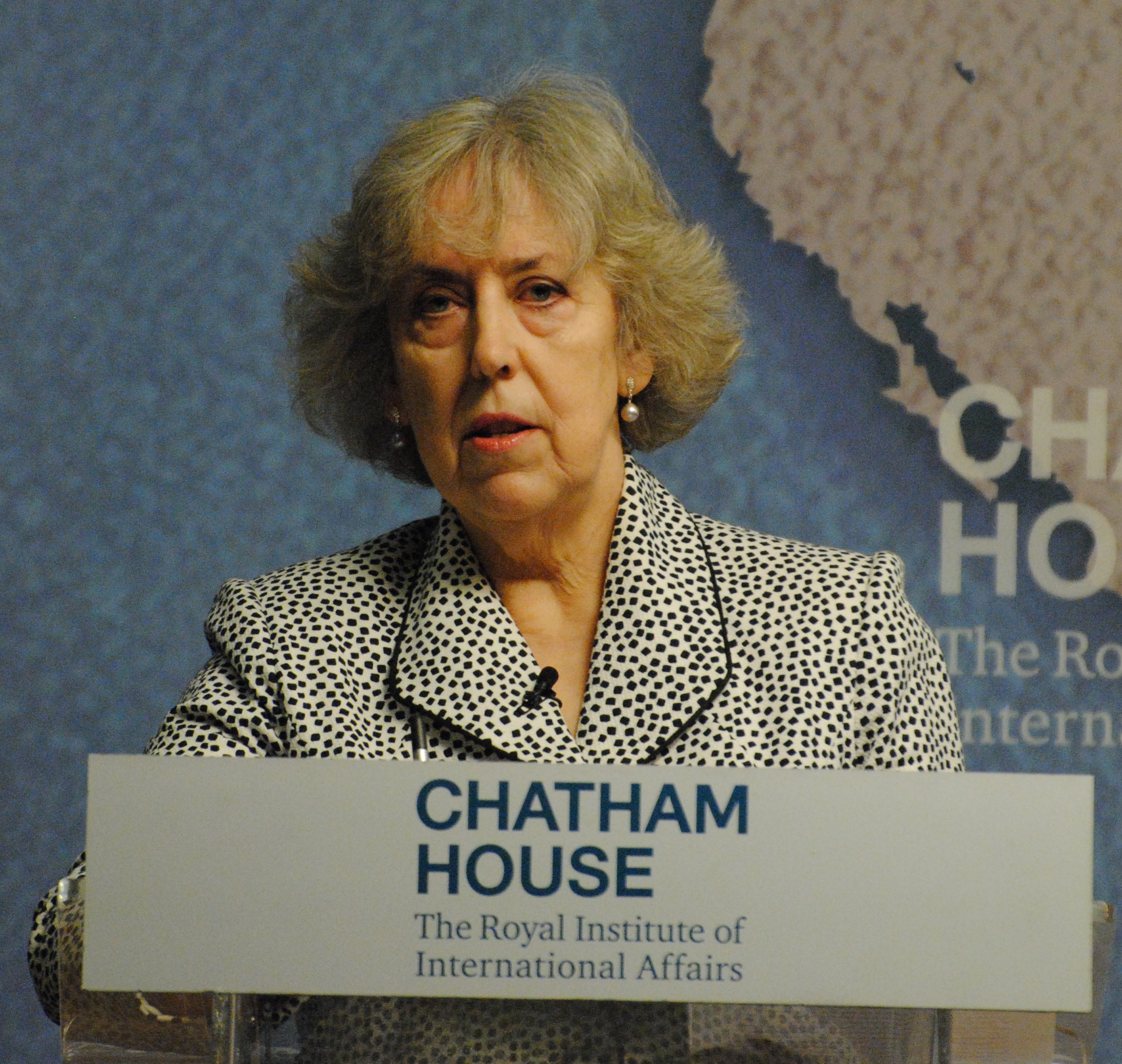
Manningham-Buller (2016)

Elizabeth „Eliza“ Lydia Manningham-Buller, Baroness Manningham-Buller LG DCB (* 14. Juli 1948 in Northampton) ist eine britische Nachrichtendienstlerin und Politikerin, die zwischen 2002 und 2007 Generaldirektorin des Inlandsgeheimdienstes Security Service war und seit 2008 als Life Peeress Mitglied des House of Lords ist.

## Leben

### Familiäre Herkunft
Eliza Manningham-Buller ist die Tochter des Politikers Reginald Manningham-Buller, 1. Viscount Dilhorne, der fast 20 Jahre lang die Conservative Party als Abgeordneter im House of Commons vertrat und sowohl Solicitor General als auch Attorney General für England und Wales sowie Lordkanzler war. Nachdem er 1960 Baron Dilhorne wurde, erfolgte 1964 seine Ernennung zum 1. Viscount Dilhorne. 
Der derzeitige 2. Viscount Dilhorne ist ihr älterer Bruder John Manningham-Buller.
Bereits ihre Vorfahren waren politisch aktiv, wie zum Beispiel Edward Manningham-Buller, der mit Unterbrechungen 23 Jahre lang Abgeordneter des Unterhauses war, sowie ihr Großvater Mervyn Manningham-Buller, der dem House of Commons 14 Jahre als Abgeordneter angehörte.

### Berufliche Laufbahn und Aufstieg zur Generaldirektorin des MI5
Nach dem Schulbesuch und einem Studium der Anglistik an der Lady Margaret Hall der University of Oxford arbeitete Eliza Manningham-Buller zwischen 1971 und 1974 als Englischlehrerin an der Queen’s Gate School in London. Anschließend trat sie 1974 als Mitarbeiterin in den Inlandsgeheimdienst Security Service (MI5) ein und wurde dort Fachfrau für Terrorismusbekämpfung und Spionageabwehr. Als solche wurde sie 1992 Leiterin der Abteilung für die Terrorismusbekämpfung in Irland sowie 1993 Mitglied des Direktoriums des MI5 und war als solches Direktorin für Überwachungen und technische Operationen, ehe sie 1997 zur stellvertretenden Generaldirektorin des MI5 aufstieg.
Im Oktober 2002 wurde Eliza Manningham-Buller als Nachfolgerin von Stephen Lander schließlich Generaldirektorin des MI5 und bekleidete dieses Amt bis zu ihrer Ablösung durch Jonathan Evans am 21. April 2007. Sie war damit nach Stella Rimington die zweite Frau als Generaldirektorin des Security Service. 
2005 wurde sie als Dame Commander des Order of the Bath in den Ritterstand erhoben und erhielt darüber hinaus ebenfalls 2005 Ehrendoktorwürden von The Open University sowie der Cranfield University, nachdem sie bereits 2004 Ehren-Fellow der Lady Margaret Hall wurde.

Wappen der Baroness Manningham-Buller

### Oberhausmitglied
Durch ein Letters Patent vom 2. Juni 2008 wurde Eliza Manningham-Buller als Life Peeress mit dem Titel Baroness Manningham-Buller, of Northampton in the County of Northamptonshire, in den hohen Adelsstand erhoben. Mit dem Titel ist ein Sitz im Oberhaus des britischen Parlaments verbunden, in das sie kurz darauf am 1. Juli 2008 eingeführt wurde. Im Oberhaus gehört sie zur Gruppe der sogenannten Crossbencher.
Baroness Manningham-Buller, die seit 2008 Mitglied des Verwaltungsrates des Wellcome Trust und außerdem Ehren-Absolventin der University of Northampton wurde, erhielt 2010 einen weiteren Ehren-Doktor der Rechte (Hon. LL.D.) der University of St Andrews und wurde 2010 auch Ehren-Fellow der Cardiff University. 2011 wurde sie darüber hinaus als Nachfolgerin von John Kerr, Baron Kerr of Kinlochard auch Vorsitzende des Rates des Imperial College London. 2014 wurde sie als Lady Companion in den Hosenbandorden aufgenommen und nahm 2024 das Amt des Kanzlers des Ordens ein. 2025 wurde sie Ehrenmitglied der Royal Society.